# Кім Філбі
Філбі Гарольд Адріан Рассел (Кім) (англ. Harold Adrian Russell "Kim" Philby; 1 січня 1912 Амбала, Індія — 11 травня 1988, Москва) — один з керівних офіцерів британської розвідки, одночасно підпільний комуніст та радянський шпигун, який працював на розвідку СРСР з 1933 року.

## Життєпис
Народився в Британській Індії, в сім'ї британського чиновника, в 1929 році вступив у Триніті-коледж Кембриджського університету, де в 1933 році був завербований радянським агентом Арнольдом Дейчем. Після закінчення університету працював у Таймс, був спецкором цієї газети під час громадянської війни в Іспанії, паралельно виконуючи завдання радянської розвідки.

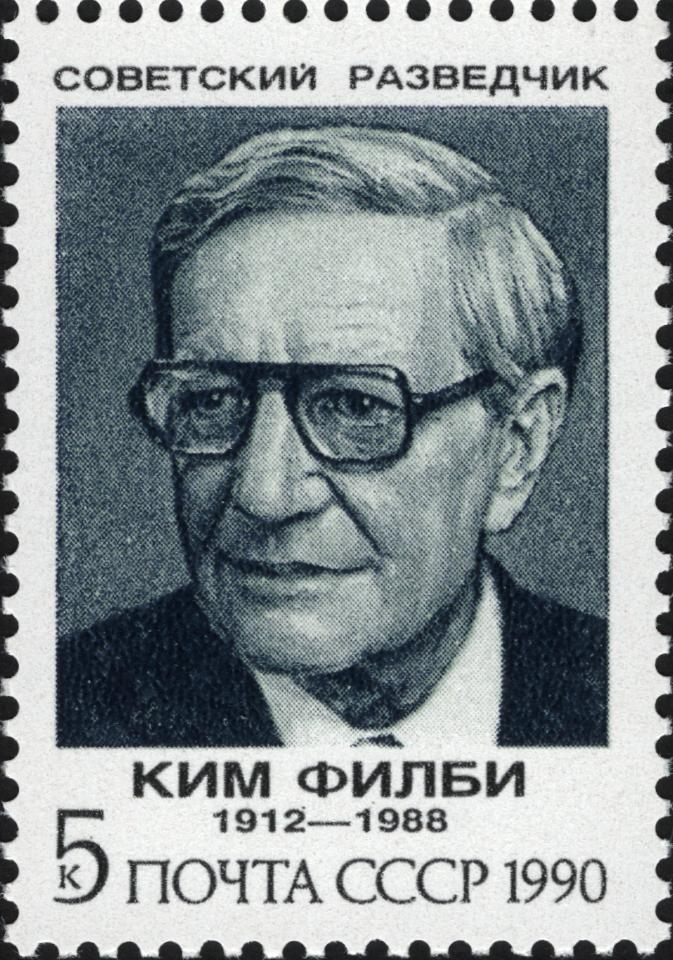
Марка СССР, 1990 г.

У 1940 році вступає на службу до МІ6 і вже через рік займає там посаду заступника начальника контррозвідки. У 1944 р. стає керівником 9-го відділу, що займався радянською і комуністичною діяльністю у Великій Британії. З 1947 по 1949 рік очолює резидентуру в Стамбулі, з 1949 по 1951 р. — місію зв'язку у Вашингтоні, де встановлює контакти з керівниками ЦРУ і ФБР та координує спільні дії США і Великої Британії по боротьбі з комуністичною загрозою.
У 1951 р. викриті перші два учасники так званої «Кембриджської п'ятірки»: Дональд Маклін і Гай Берджесс. Їхній старий друг Філбі попереджає їх про небезпеку, але і сам потрапляє під підозру: у листопаді 1952 року його допитує британська контррозвідка МІ-5, але відпускає через брак доказів. Філбі перебуває в невизначеному стані до 1955 року, коли йде у відставку.
Проте вже в 1956 році його знову приймають на секретну службу Її Величності. Під прикриттям кореспондента газети The Observer та журналу The Economist він вирушає до Бейрута.
23 січня 1963 року Філбі нелегально переправляють до СРСР, де він проводить решту життя. Помер 11 травня 1988 року в Москві.
Нагороджений низкою орденів СРСР. Похований на Старому Кунцевському кладовищі.